# ظاهر العمر

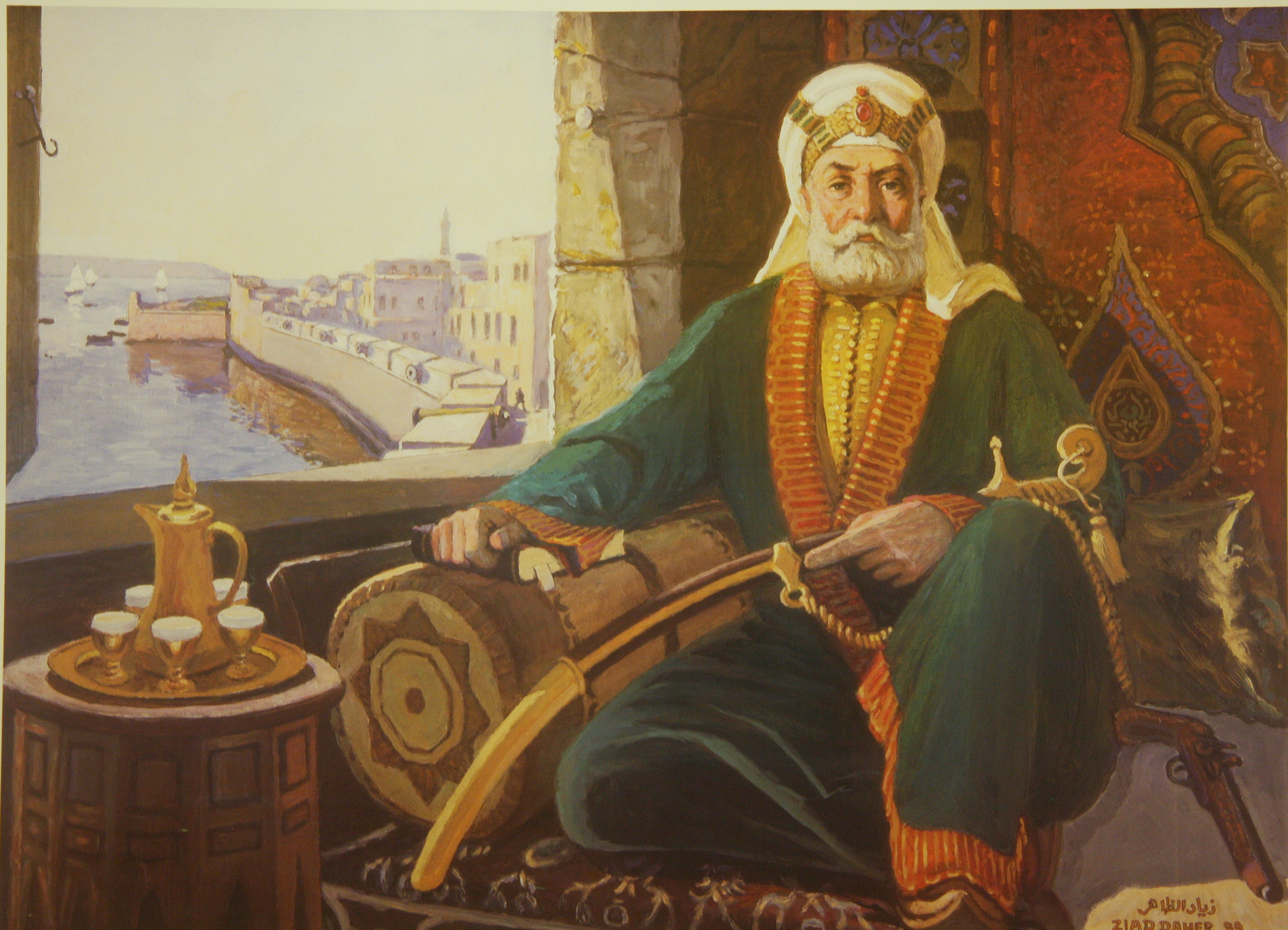
ظاهر العمر

ظاهر بن عمر الزيداني الشهير بتسميته ظاهر العمر (1106 - 1196 ه‍ـ / 1695 - 1775 م) كان أحد الحكام في فلسطين في فترة الحكم العثماني، عين ظاهر العمر عام 1705 حاكماً على عكا وعمل على تقوية مركزه وأعاد تحصين عكا ضد أمراء الموحدون الدروز. وفي عام 1742م تمكن من احتلال طبرية. عمل على جذب التجار الأوروبيين وبمساعدة وزيره إبراهيم الصباغ أدخل سياسة اقتصادية جديدة وهي الاحتكار لأهم المنتجات في إمارته. ولما شكت الدولة في نواياه تحالف مع علي بك شيخ البلد في مصر وساعده على غزو بلاد الشام ثم تحالف في العام التالي مع الأمير يوسف الدرزي وتمكن بمساعدة الأسطول الروسي من الاستيلاء على بيروت وطرد حاكمها أحمد باشا الجزار.

## حياته
ولد في حدود عام 1689، في عرابة البطوف شمال فلسطين،
أصغر الاخوة يرث الحكم: كان الزيدانيون قد نزحوا إلى الجليل في فلسطين قبل ذلك العهد بنحو نصف قرن، وتقرّبوا إلى الفلاحين ودعموهم ضدّ أحد عتاة جامعي الضرائب، وكان من الدروز، وتغلبوا عليه، فانحسر النفوذ الدرزي في منطقة الجليل وتصاعد النفوذ الزيداني. قام الأمير بشير الشهابي في العام 1698م بتكليف الشيخ عمر الزيداني بجمع الضرائب في صفد ومحيطها، وكان هذه المهمة تترافق مع إطلاق يده في حكم هذا القطاع، لم يعمر الشيخ عمر في منصبه سوى خمس سنوات، فقد توفي في العام 1703م، وخلفه أصغر أبنائه المدعو «ظاهر»، وكان في الرابعة عشر من عمره. وكان سبب ذلك رغبة أخوته بالتنصل من أية التزامات مستقبلية متأخرة بإلقاء تبعتها عليه، وكذلك فقد تأملوا أن يتخذوا من الفتى ستاراً ليحكموا من وراءه.  قضى ظاهر العمر نحو عقدين من الزمن يوطد سلطته في صفد، وبدأ يتصرف كما يتصرف الملوك، فاتخذ حاشية وأسس نظاماً عسكرياً وسياسياً وإدارياً لمنطقة حكمه، وأشرك إخوته في أمور الإدارة. وكان خلال ذلك يصطدم بملتزمي الضرائب في المناطق المحيطة، لكن جدارته في حفظ الأمن أقلقت كلاً من الأسر المحلية المنافسة والسادة في الأستانة. وتقديم الالتزامات المطلوبة كانت تدفع والي صيدا لتدعيمه وضم التزامات منافسيه إليه، وفي عقد الثلاثينيات من القرن الثامن عشر، بدأت طموحاته تقلق كلاً من الأسر المحلية المنافسة والسادة في الأستانة.
قام ظاهر ببناء علاقة وطيدة مع عائلات ووجهاء المنطقة مما ساعده على بناء حكم مستقل في شمال فلسطين.
اصطدم ظاهر بالحاكم العثماني عام 1721 لدى دعمه لأهالي قرية البعنة في رفضهم دفع الضرائب المتراكمة عليهم، واستمر بالسيطرة حتى ساد على الجليل وشمال فلسطين.
بعد خلع الحاكم العثماني أعلن ولاءه لوالي صيدا، فعينه الوالي حاكما على المدينة، فانتقل ظاهر وعائلته إلى طبريا.
حارب ظاهر العمر الشهابيين كما حارب والي دمشق وتعدى على ولايته بمحاولته السيطرة على نابلس، واستطاع السيطرة حتى على صيدا ودمشق بمساعدة قوات علي بك الكبير واهالي جبل عامل حتى أصبح يحكم فلسطين كلها.
ولكن القوات العثمانية عادت لتسيطر على تلك المناطق وتقضي على الاستقلال الذي تمتع به الكيان الذي أنشأه ظاهر وذلك بقيادة أحمد باشا الجزار وقتل ظاهر العمر في حدود عام 1775 على يد الدنكزلي.
بعد مقتل ظاهر العمر اختبئ ما تبقى من احفاده عن اعين الجزار حيث توجة علي ابن ظاهر العمر إلى حوران. ومنهم من ذهب إلى جنوب لبنان (البارودي) والناصرة وياصيد شمال نابلس حيث يوجد بها مبنى كبير يرتفع ما يقارب 12 متر يسمى المبنى بعلالي ال ظاهر.
ظهرت رواية ملحمية تخلد ذكراه بعنوان «قناديل ملك الجليل» للشاعر والروائي إبراهيم نصر الله.

## معركة البعنة
في سنة 1721 اصطدم ظاهر العمر بالحكم العثماني لأول مرة. فقد طلب ملتزم منطقة الشاغور (المجاورة لمنطقة البطوف) من أهل قرية البعنه أن يدفعوا الضرائب المستحقة عليهم منذ سنوات، ولما رفضوا بعث ملتزم الشاغور يخبر والي صيدا بالأمر، فحضر الوالي على رأس جيش لإخضاع أهل القرية. وفي هذه الأثناء طلب أهل البعنه مساعدة ظاهر العمر، فجمع ظاهر فرسانه البدو من وادي سلاّمة وذهب إلى البعنه وعسكر فيها. ثم ضرب والي صيدا الحصار على القرية أربعين يوماً، فقرر أهلها الاستسلام للوالي. إلا أن ظاهر رفض أن يستسلم، لعلمه بأن الوالي سوف يرحل بعد أيام لحماية قافلة الحج السنوية. ولم يتمكن ظاهر العمر من إقناع أهل البعنه بالصمود فاستسلموا، وهرب هو إلى عرابة. وأراد الوالي اللحاق به، إلا أن السلطان أمره بالرحيل لحماية قافلة الحج التي كانت في ذلك الوقت سلامتها جزءاً من سلامة السلطان ذاته. يقدم عبود الصباغ وصفا مفصلا لهذه المعركة في مخطوطته «الروض الزاهر».
في العام التالي (أي 1722) خرج ظاهر العمر مع الشيخ محمد بن نافع شيخ صفد، على رأس قبائل بني صقر لمحاربة وإخضاع قبائل بني صخر في منطقة مرج بن عامر، فانتصر عليهم وأخضعهم لحكمه، ثم استمر في مهاجمة القبائل الأخرى إلى أن خضعت له كل القرى والقبائل البدوية في الجليل وامتد حكمه على كل شمال فلسطين. وفي سنوات الازدهار هذه ما بين 1722 و 1725، كانت قرية عرابة أشبه ما تكون بعاصمة الجليل ومركز الحكم فيه، فبنى فيها ظاهر العمر بيتاً للحُكم لا يزال قائما حتى الآن (وهو الأثر الوحيد الذي تبقى من تلك الفترة، ويُعرف بدار مصباح)، وبيتاً ضخماً ورثته عنه زوجته من عائلة شَلش من عرابة بعد مقتله هو وأولاده الخمسة على يد أحمد باشا الجزار، ثم ورثه أقارب الزوجة بعد وفاتها وبقي في حوزة عائلة شلش إلى أن هدمه أهله في أوائل الثمانينات ليبنوا مكانه بيوتاً حديثة للعائلة.[بحاجة لمصدر]

## أعماله
- عُيِّن ظاهر العمر حاكمًا أو واليًا على عكا عام 1705م، فقام بتحصين المدينة وتقويتها ليواجه خطر الموحدين الدروز.
- قام ببناء مدينة طبريا بعد ان كانت خرابة.
- عمَّر خلال فترة حكمه مدينة حيفا وعكا بالشكل الذي عرفت فيه حتى حرب عام 1948
- عام 1742م تمكن ظاهر العمر من ضمِّ طبرية لعكا.
- كان ظاهر العمر يعمل على تحسين اقتصاد المناطق التابعة له، فساهم في جذب التجار الأوروبيين في سبيل تقوية اقتصاد المناطق التابعة له، كما قام باحتكار المواد والمنتجات التي تنتجها ولايته أو الأراضي التي تتبع لحكمه وقد اشتهر بتجارة القطن.
- قام بتخفيف الضرائب التي فرضتها الدولة العثمانية على الفلاحين.
- قام ببناء سور عكا الشهير الذي وقف حاجزا امام نابليون فيما بعد.
- ازدهار وانتعاش اقتصادي.

## وصلات خارجية
- شيء من تاريخ ظاهر العمر الزيداني (ذاكرة عكا والجليل)
- ظاهِر العُمَر - موسوعة الأعلام، خير الدين الزركلي، 1980